# مكتبة عارف حكمت
مكتبة عارف حكمت هي خزانة كتب، أنشأها في المدينة المنورة سنة 1270 هـ-1853 م الشيخ أحمد عارف حكمت بن إبراهيم بن عصمت الحسيني المولود سنة 1200 هـ-1786 م.

## قالوا عن المكتبة
```
ورد ذكر مكتبة عارف حكمت في كثير من المؤلفات، فذكرها العديد من الكُتاب والرحالة والمؤرخون وأثنوا عليها، ومنهم:
```

- وصفها علي بن موسى في قوله:«وكتبخانة المرحوم شيخ الإسلام - أسبق- عارف حكمت بك التي لا نظير لها في أرض الحجاز لكثرة ما فيها من الكتب النفيسة والخدمة والمجلدين والموظفين دائمًا».
- تحدث عنها محمد لبيب البتنوني في رحلته- الرحلة الحجازية-:«وهذه الكتبخانة آية في نظافة مكانها وحسن تنسيقها وترتيب كتبها».
- أشاد بها محمد كرد علي بقوله:«وأحسنها وربما كانت خير مكتبة في البلاد العثمانية كلها بنظامها وانتقاء أمهاتها هي مكتبة شيخ الإسلام عارف حكمت أفندي ففيها نحو عشرة آلاف مجلد كتبت بخطوط المشهورين من الخطاطين كأن تجد الكتاب ذا العشرين مجلدًا مكتوبًا بخط مشرق بديع في مجلد أو مجلدين. وفي هذه المكتبة من التسهيل من المطالعين والعناية براحتهم ما لا تكاد تجد مثله في دار الكتب الخديوية بمصر لعهدنا، وما ذلك إلا لكثرة ريعها وإنفاقه في سبله واختيار القيمين عليها وإدارا المشاهرات الكافية عليهم».[3]

## موقع المكتبة
تقع المكتبة في المدينة المنورة، وقد انتقلت بسبب أحداث تاريخية إلى استانبول، ثم عادت إلى المدينة المنورة، وكان ذلك في أواخر عصر الدولة العثمانية خلال الحرب العالمية الأولى، فأمرت الدولة العثمانية بنقلها إلى استانبول خوفًا عليها من الضياع والتلف بسبب الحرب القائمة حينذاك، وعندما وصلت المكتبة إلى دمشق اشتدت الحرب، فبقيت المكتبة هناك حتى أعادها الملك فيصل بن الحسين بعد دخوله سوريا وجلاء الأتراك عنها عام 1337هـ/1918م، فعادت المكتبة مع بعض أسر المدينة المهاجرة إلى دمشق.
أما في العصر الحالي فتقع مكتبة عارف حكمت غرب المكتبة العامة التي تمت إزالتها من ضمن مشروع توسعة الحرم النبوي عام 1405هـ.

## الطراز المعماري للمكتبة
- الجدار الخارجي للمكتبة من الجهة الشمالية يواجه المسجد النبوي، وفي اعلاه السكن الخاص بمدير المكتبة مزين بالشبابيك، ويفصل بين المكتبة وجدار المسجد النبوي الجنوبي جدار.
- تمتاز نوافذ المكتبة بعقود مقوسة منتهية بنافذة تهوية تحت القوس مباشرة، وفي أعلى القوس تتواجد فتحتي تهوية أيضاً تتخذ شكل النجمة الخماسية مصاغة من حجر البازلت الأسود الذي بنيت به جدران المكتبة.
- بُنيت رواشن المسكن من القواعد الحجرية، ونحتت النقوش عليها، واتخذ الرواشن جانبان هما جهة الشرق والغرب.
- يوجد على مدخل باب المكتبة من الجهة الشرقية لوحة تأسيسية المصنوعة من الرخام الأبيض ومكتوب باللغة غير العربية.
- في جوانب قاعة المكتبة تتواجد دواليب مصنوعة من الخشب تتوفر فيها المؤلفات والمخطوطات النادرة.
- تتألف القبة الرئيسية للمكتبة من عقود نصف دائرية في أعلى جدار المكتبة، ثم دور آخر في أعلاها أقواس نصف دائرية لكنها أصغر حجماً من سابقتها وتتخللها نوافد للإضاءة، وتتميز القبة بالنقوش وهي مشابهة تماماً إلى النقوش والرسومات الموجودة في قباب القسم القديم من المسجد النبوي الشريف الذي بُني في عهد السلطان العثماني عبد المجيد بين عامي 1265هـ و1277هـ، ويتدلى من سقف القبة نجفة ملونة للإضاءة.[6]

## محتويات المكتبة
اعتنى الحسيني باختيار المخطوطات الثمينة المكتوبة بأيدي أشهر الخطاطين وأودعها مكتبته، كما أن بعض المخطوطات الفارسية كتبها بخط يده وبذل في اقتناء كتبه وشرائها أموالاً كثيرة وجهوداً كبيرة. وتعد هذه المكتبة من مآثر الشيخ عارف حكمت، ومن معالم المدينة المنورة في العصر الحديث، فهي من أغنى المكتبات بالمخطوطات القيمة لكونها تضم بين جنباتها عدداً من المخطوطات النادرة في شتى العلوم والفنون، وتزخر بالجم من التراث الإسلامي المكتوب باللغات العربية والفارسية والتركية، هذا بالإضافة إلى أن كثيراً من المخطوطات زيّنت خير تزيين من حيث الخط والتذهيب.
وتحتوي المكتبة (4389) مخطوطاً أصلياً، و (632) مجموعاً خطياً يحوي على (3838) رسالة مخطوطة، إضافة إلى (7875) مطبوعاً نادراً وحديثاً.
من بين المجموعات الملحقة بهذه المكتبة عن طريق الوقف مجموعة أردوغان جعفر أسعد؛ وعدد كتبها 169 كتاباً، ومجموعة صالح إخميمي؛ وعدد كتبها 232 كتاباً.
تتميز مخطوطات المكتبة بأنها تمتد من حيث تاريخ النسخ على مساحة زمنية كبيرة تغطي أحد عشر قرناً تبدأ من القرن الرابع الهجري وتنتهي في القرن الرابع عشر الهجري. كما تتميز كذلك بأن الكثير من مخطوطاتها نسخت على أيدي مؤلفيها.

## أختام المكتبة
كان لمكتبة عارف حكمت أختام خاصة بها ظهرت على مجموعة من الكتب وهي:
- ختم دائري الشكل كتب عليه:«مما وقفه العبد الفقير إلى ربه أحمد عارف حكمة الله بن عصمة الله الحسيني في مدينة الرسول الكريم عليه وعلى آله الصلاة والتسليم بشرط ألا يخرج عن خزائنه والمؤمن محمول على أمانته 1266هـ».
- ختم آخر كتب عليه:" وقف حكمة الله بن عصمة الله الحسيني 267 [بعد الألف].
- ختم كتب باللغة التركية:«مرحوم شيخ الإسلام عارف حكمت بك كتبخانه سنك وقفية ملحقات 1332هـ».[7]

## الإشراف على المكتبة
قامت الدولة العثمانية بالإشراف على المكتبة وعينت أمناء لها ومنهم مفتي مدينة استانبول الشيخ نوري أفندي التركي، وبعد حكم الأشراف اهتموا بالمكتبة وأشرفوا عليها وعينوا عبد القادر حواري أمينًا لها والذي استمر في منصبه حتى بدايات الحكم السعودي، وبعد إنشاء وزارة الأوقاف السعودية ضمت إليها وكان ذلك في عام 1380هـ/1960م.
وكان لمكتبة عارف حكمت الكثير من الموارد المالية؛ بسبب كثرة الأوقاف عليها من قبل مؤسسها الشيخ عارف حكمت وبعض هذه الأوقاف في المدينة المنورة والبعض الآخر في تركيا، وبعد أن ضمت المكتبة إلى إدارة أوقاف المدينة المنورة عام 1380هـ/1960م أصبحت المكتبة تعتمد في مواردها على إدارة الأوقاف.

## انظر ايضاً
- مكتبة
- عارف حكمت
- مكتبة الشيخ محمد نصيف

## وصلات خارجية
- مكتبة عارف حكمت.. عودي وإن غاب المكان !.
- مكتبات طيبة القديمة... أوعية حضارية حفظت أندر المخطوطات.
- مكتبة عارف حكمت في مدونات المؤرخين والرحالة العرب والغربيين.